# بخش مرکزی شهرستان نجف‌آباد
بخش مرکزی شهرستان نجف‌آباد یکی از بخش‌های شهرستان نجف‌آباد در استان اصفهان ایران است.

## تقسیمات کشوری
- بخش مرکزی شهرستان نجف‌آباد 
  - دهستان جوزدان
  - دهستان صادقیه
  - دهستان صفائیه

شهرها: نجف‌آباد ، گلدشت ، کهریزسنگ ، جوزدان

## جمعیت
براساس سرشماری عمومی نفوس و مسکن در سال ۱۳۹۵، جمعیت بخش مرکزی شهرستان نجف‌آباد برابر با ۲۹۳،۲۷۵ نفر بوده‌است.